# Bahnstrecke Brodnica–Bydgoszcz
| |                                     |                                                                         |                                              |
| Streckennummer: | 209                                 |                                                                         |                                              |
| Kursbuchstrecke: | 416                                 |                                                                         |                                              |
| Streckenlänge: | 109,120 km                          |                                                                         |                                              |
| Spurweite: | 1435 mm (Normalspur)                |                                                                         |                                              |
| Stromsystem: | Bydgoszcz Fordon–B. Wschód 3000 V = |                                                                         |                                              |
| Streckengeschwindigkeit: | 80 km/h                             |                                                                         |                                              |
| |                                     |                                                                         |                                              |
| \| \| \| von Działdowo (Soldau) \| \| \| \| \| von Sierpc \| \| \| \| \| Anschluss Sits \| \| \| \| \| Anschluss \| \| \| \| 0,000 \| Brodnica (Strasburg (Westpr.)) \| 72 m \| \| \| \| \| \| \| \| \| Landesstraße 15 \| \| \| \| \| nach Jablonowo Pomorskie (Goßlershausen) \| \| \| \| 5,866 \| Drużyny (Druschin/Dörschen) \| 115 m \| \| \| 9,349 \| Niewierz (seit 1927) \| 99 m \| \| \| 11,268 \| Małki (Malken) \| 106 m \| \| \| 16,764 \| Kawki (Hermannsruhe) \| 100 m \| \| \| 22,321 \| Wrocki (Wrotzk/Frödenwalde) \| 92 m \| \| \| \| Landesstraße 15 \| \| \| \| 24,774 \| Tokary (Tokaren) \| 86 m \| \| \| 29,702 \| Gałczewko (Galsburg) \| 98 m \| \| \| 34,871 \| Golub-Dobrzyń (Gollub) \| 102 m \| \| \| 39,437 \| Ostrowite koło Golubia (Osterbitz) \| 91 m \| \| \| 43,196 \| Chełmoniec (Gruneberg) \| 93 m \| \| \| 46,970 \| Kowalewo Pomorskie Miasto (Schönsee (Westpr.) Stadt) \| 97 m \| \| \| \| Landesstraße 15 \| \| \| \| \| von Jablonowo Pomorskie (Goßlershausen) \| \| \| \| 49,764 \| Kowalewo Pomorskie (Schönsee (Westpr.)) \| 92 m \| \| \| \| nach Toruń (Thorn) \| \| \| \| 55,001 \| Mlewiec (Hofleben) \| 94 m \| \| \| \| Autobahn 1 \| \| \| \| 62,275 \| Mirakowo (Mirakowo/Merch) \| 93 m \| \| \| \| von Toruń (Thorn) \| \| \| \| \| Anschluss Zuckerfabrik \| \| \| \| 70,075 \| Chełmża (Culmsee/Kulmsee) \| 91 m \| \| \| \| nach Mełno (Melno) \| \| \| \| \| nach Grudziądz (Graudenz) \| \| \| \| \| Landesstraße 91 \| \| \| \| 75,298 \| Głuchowo (Glauchau (Westpr./Kr Thorn); ehem. Bf) \| 93 m \| \| \| 78,274 \| Nawra (Nawra/Nefer; ehem. Bahnhof) \| 93 m \| \| \| 80,850 \| Grzybno (seit 1972) \| 95 m \| \| \| \| von Chełmno (Culm) \| \| \| \| \| Anschluss \| \| \| \| 85,110 \| Unisław Pomorski (Unislaw/Kulmischwenzlau) \| 92 m \| \| \| \| nach Toruń (Thorn) \| \| \| \| 88,965 \| Gzin (seit 1968) \| 90 m \| \| \| \| \| \| \| \| 92,867 \| Dąbrowa Chełmińska (Damerau (Kr. Culm)/ Kulmischdamerau; ehem. Bahnhof) \| 99 m \| \| \| \| \| \| \| \| 98,570 \| Ostromecko (Ostrometzko/Ostermetz; ehem. Bahnhof) \| 65 m \| \| \| \| Landesstraße 80 \| \| \| \| 102 \| Ostromecko Przystanek \| 39 m \| \| \| \| Rudolf-Modrzejewski-Brücke über die Weichsel \| \| \| \| \| Landesstraße 80 \| \| \| \| 104,078 \| Bydgoszcz Fordon (Fordon; ehem. Bahnhof) \| 43 m \| \| \| \| Anschluss \| \| \| \| 105,586 \| Bydgoszcz Akademia (seit um 1986) \| 43 m \| \| \| 107,419 \| Bydgoszcz Brdyujście (Jaschnitz/Brahemünde) \| 43 m \| \| \| \| Bydgoszcz Wschód Towarowa–Nowa Wieś Wielka \| \| \| \| \| von Toruń (Thorn) \| \| \| \| 109,120 \| Bydgoszcz Wschód (Karlsdorf b. Bromberg/Bromberg Ost) \| 42 m \| \| \| \| nach Bydgoszcz Główna (Bromberg Stsbf/Hbf) \| \| |                                     |                                                                         |                                              |
| Strecke (außer Betrieb) |                                     | von Działdowo (Soldau)                                                  | von Działdowo (Soldau)                       |
| Abzweig ehemals geradeaus und von links |                                     | von Sierpc                                                              | von Sierpc                                   |
| Abzweig geradeaus und von rechts |                                     | Anschluss Sits                                                          | Anschluss Sits                               |
| Abzweig geradeaus und ehemals nach links |                                     | Anschluss                                                               | Anschluss                                    |
| Bahnhof | 0,000                               | Brodnica (Strasburg (Westpr.))                                          | 72 m                                         |
| Strecke von links · Abzweig ehemals geradeaus und nach rechts |                                     |                                                                         |                                              |
| Strecke mit Straßenbrücke · Strecke mit Straßenbrücke (Strecke außer Betrieb) |                                     | Landesstraße 15                                                         | Landesstraße 15                              |
| Strecke nach rechts · Strecke (außer Betrieb) |                                     | nach Jablonowo Pomorskie (Goßlershausen)                                | nach Jablonowo Pomorskie (Goßlershausen)     |
| Bahnhof (Strecke außer Betrieb) | 5,866                               | Drużyny (Druschin/Dörschen)                                             | 115 m                                        |
| Haltepunkt / Haltestelle (Strecke außer Betrieb) | 9,349                               | Niewierz (seit 1927)                                                    | 99 m                                         |
| Bahnhof (Strecke außer Betrieb) | 11,268                              | Małki (Malken)                                                          | 106 m                                        |
| Bahnhof (Strecke außer Betrieb) | 16,764                              | Kawki (Hermannsruhe)                                                    | 100 m                                        |
| Bahnhof (Strecke außer Betrieb) | 22,321                              | Wrocki (Wrotzk/Frödenwalde)                                             | 92 m                                         |
| Bahnübergang (Strecke außer Betrieb) |                                     | Landesstraße 15                                                         | Landesstraße 15                              |
| Bahnhof (Strecke außer Betrieb) | 24,774                              | Tokary (Tokaren)                                                        | 86 m                                         |
| Bahnhof (Strecke außer Betrieb) | 29,702                              | Gałczewko (Galsburg)                                                    | 98 m                                         |
| Bahnhof (Strecke außer Betrieb) | 34,871                              | Golub-Dobrzyń (Gollub)                                                  | 102 m                                        |
| Bahnhof (Strecke außer Betrieb) | 39,437                              | Ostrowite koło Golubia (Osterbitz)                                      | 91 m                                         |
| Bahnhof (Strecke außer Betrieb) | 43,196                              | Chełmoniec (Gruneberg)                                                  | 93 m                                         |
| Bahnhof (Strecke außer Betrieb) | 46,970                              | Kowalewo Pomorskie Miasto (Schönsee (Westpr.) Stadt)                    | 97 m                                         |
| Bahnübergang (Strecke außer Betrieb) |                                     | Landesstraße 15                                                         | Landesstraße 15                              |
| Abzweig ehemals geradeaus und von rechts |                                     | von Jablonowo Pomorskie (Goßlershausen)                                 | von Jablonowo Pomorskie (Goßlershausen)      |
| Bahnhof | 49,764                              | Kowalewo Pomorskie (Schönsee (Westpr.))                                 | 92 m                                         |
| Abzweig ehemals geradeaus und nach links |                                     | nach Toruń (Thorn)                                                      | nach Toruń (Thorn)                           |
| Bahnhof (Strecke außer Betrieb) | 55,001                              | Mlewiec (Hofleben)                                                      | 94 m                                         |
| Strecke mit Straßenbrücke (Strecke außer Betrieb) |                                     | Autobahn 1                                                              | Autobahn 1                                   |
| Bahnhof (Strecke außer Betrieb) | 62,275                              | Mirakowo (Mirakowo/Merch)                                               | 93 m                                         |
| Abzweig ehemals geradeaus und von links |                                     | von Toruń (Thorn)                                                       | von Toruń (Thorn)                            |
| Abzweig geradeaus und nach links |                                     | Anschluss Zuckerfabrik                                                  | Anschluss Zuckerfabrik                       |
| Bahnhof | 70,075                              | Chełmża (Culmsee/Kulmsee)                                               | 91 m                                         |
| Abzweig geradeaus und ehemals nach rechts |                                     | nach Mełno (Melno)                                                      | nach Mełno (Melno)                           |
| Abzweig geradeaus und nach rechts |                                     | nach Grudziądz (Graudenz)                                               | nach Grudziądz (Graudenz)                    |
| Strecke mit Straßenbrücke |                                     | Landesstraße 91                                                         | Landesstraße 91                              |
| Haltepunkt / Haltestelle | 75,298                              | Głuchowo (Glauchau (Westpr./Kr Thorn); ehem. Bf)                        | 93 m                                         |
| Haltepunkt / Haltestelle | 78,274                              | Nawra (Nawra/Nefer; ehem. Bahnhof)                                      | 93 m                                         |
| Haltepunkt / Haltestelle | 80,850                              | Grzybno (seit 1972)                                                     | 95 m                                         |
| Abzweig geradeaus und ehemals von rechts |                                     | von Chełmno (Culm)                                                      | von Chełmno (Culm)                           |
| Abzweig geradeaus und ehemals von rechts |                                     | Anschluss                                                               | Anschluss                                    |
| Bahnhof | 85,110                              | Unisław Pomorski (Unislaw/Kulmischwenzlau)                              | 92 m                                         |
| Abzweig geradeaus und ehemals nach links |                                     | nach Toruń (Thorn)                                                      | nach Toruń (Thorn)                           |
| Haltepunkt / Haltestelle | 88,965                              | Gzin (seit 1968)                                                        | 90 m                                         |
| |                                     |                                                                         |                                              |
| Haltepunkt / Haltestelle | 92,867                              | Dąbrowa Chełmińska (Damerau (Kr. Culm)/ Kulmischdamerau; ehem. Bahnhof) | 99 m                                         |
| |                                     |                                                                         |                                              |
| Haltepunkt / Haltestelle | 98,570                              | Ostromecko (Ostrometzko/Ostermetz; ehem. Bahnhof)                       | 65 m                                         |
| Bahnübergang |                                     | Landesstraße 80                                                         | Landesstraße 80                              |
| ehemaliger Haltepunkt / Haltestelle | 102                                 | Ostromecko Przystanek                                                   | 39 m                                         |
| Brücke über Wasserlauf |                                     | Rudolf-Modrzejewski-Brücke über die Weichsel                            | Rudolf-Modrzejewski-Brücke über die Weichsel |
| Strecke mit Straßenbrücke |                                     | Landesstraße 80                                                         | Landesstraße 80                              |
| Haltepunkt / Haltestelle | 104,078                             | Bydgoszcz Fordon (Fordon; ehem. Bahnhof)                                | 43 m                                         |
| Abzweig geradeaus und von links |                                     | Anschluss                                                               | Anschluss                                    |
| Haltepunkt / Haltestelle | 105,586                             | Bydgoszcz Akademia (seit um 1986)                                       | 43 m                                         |
| Haltepunkt / Haltestelle | 107,419                             | Bydgoszcz Brdyujście (Jaschnitz/Brahemünde)                             | 43 m                                         |
| Kreuzung geradeaus oben |                                     | Bydgoszcz Wschód Towarowa–Nowa Wieś Wielka                              | Bydgoszcz Wschód Towarowa–Nowa Wieś Wielka   |
| Abzweig geradeaus und von links |                                     | von Toruń (Thorn)                                                       | von Toruń (Thorn)                            |
| Bahnhof | 109,120                             | Bydgoszcz Wschód (Karlsdorf b. Bromberg/Bromberg Ost)                   | 42 m                                         |
| Strecke |                                     | nach Bydgoszcz Główna (Bromberg Stsbf/Hbf)                              | nach Bydgoszcz Główna (Bromberg Stsbf/Hbf)   |

Die Bahnstrecke Brodnica–Bydgoszcz ist eine eingleisige und bis auf den kurzen Abschnitt von Bydgoszcz Fordon nach Bydgoszcz Wschód nicht elektrifizierte Eisenbahnstrecke in der polnischen Woiwodschaft Kujawien-Pommern, die nur noch ab Chełmża befahrbar ist und im Personenverkehr betrieben wird.

## Verlauf und Zustand

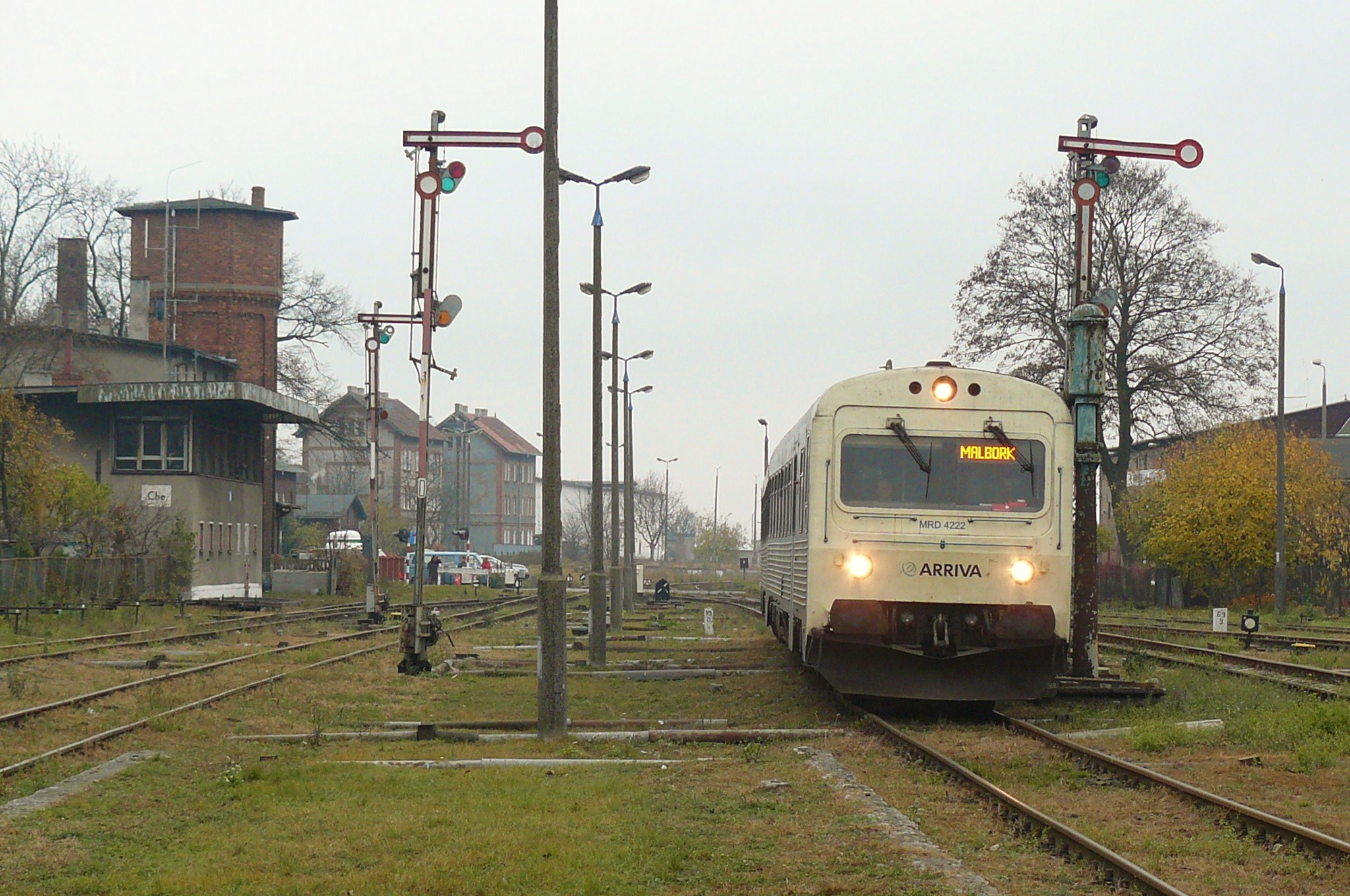
Bahnhof Chełmża (2011)

Die Strecke begann im Bahnhof Brodnica (Strasburg (Westpreußen)) an der östlich Brodnicas stillgelegten Bahnstrecke Działdowo–Chojnice, der auch Endpunkt der Bahnstrecke Kutno–Brodnica ist, und verlief südwestwärts über Golub-Dobrzyń (Gollub; km 34,871), dann westwärts über Kowalewo Pomorskie (Schönsee (Westpreußen); km 49,764) an der Bahnstrecke Toruń–Tschernjachowsk, Chełmża (Culmsee/Kulmsee; km 70,075) an der Bahnstrecke Toruń–Malbork, ab wo die Strecke Brodnica–Bydgoszcz noch betrieben wird, und Unisław Pomorski (Unislaw/Kulmischwenzlau; km 85,110) an der stillgelegten Bahnstrecke Toruń–Chełmno nach Bydgoszcz Wschód (Karlsdorf bei Bromberg/Bromberg Ost; km 109,120) an der Bahnstrecke Kutno–Piła.
Die Strecke ist durchgehend eingleisig und im Abschnitt Bydgoszcz Fordon–Bydgoszcz Wschód mit 3000 Volt Gleichspannung elektrifiziert, sonst nicht elektrifiziert. Die Höchstgeschwindigkeit im noch befahrbaren Abschnitt beträgt für Personenzüge im Bahnhofsbereich von Chełmża sechzig, bis zum Kilometerpunkt 87,500 achtzig, bis zum Kilometerpunkt 102,140 siebzig, dann noch sechzig Kilometer pro Stunde für Personenzüge, für Güterzüge sind es im Bahnhofsbereich von Chełmża vierzig, sonst fünfzig Kilometer pro Stunde.

## Geschichte

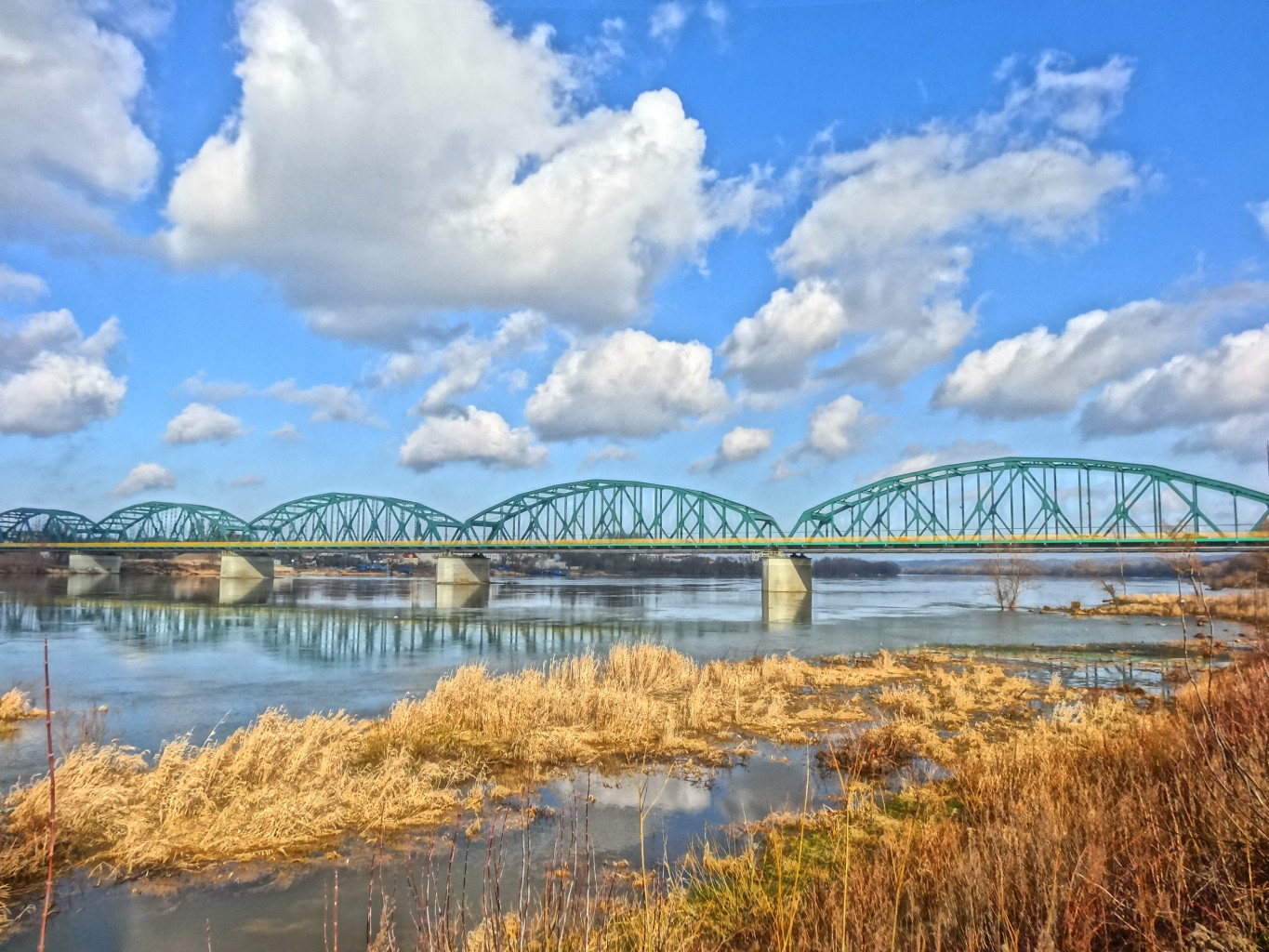
Rudolf-Modrzejewski-Brücke

Als erster Abschnitt wurde am 1. November 1885 der von Karlsdorf nach Fordon von den Preußischen Staatseisenbahnen eröffnet, es folgte am 25. Oktober 1893 die Fortsetzung nach Culmsee an der 1882 eröffneten Strecke von Thorn nach Graudenz (1883 weiter nach Marienburg), am 1. Juli 1894 wurde die Fortsetzung nach Schönsee an der 1871–1873 eröffneten Strecke Thorn–Allenstein–Insterburg in Betrieb genommen und am 1. November 1900 das letzte Stück von Schönsee über Gollub nach Strasburg an der 1887–1888 eröffneten Strecke Soldau–Jablonowo (ab 1903 Goßlershausen).
Nach dem Ende des Ersten Weltkrieges 1918, dem Versailler Vertrag 1919 und der Abtretung des Polnischen Korridors 1920 ging die Strecke an die Polnischen Staatseisenbahnen über. Während der deutschen Besetzung Polens 1939–1945 nach dem Überfall auf Polen wurde die Strecke von der Deutschen Reichsbahn betrieben, 1939 (1941 wiederhergestellt) und 1945 wurde die Brücke über die Weichsel (heute Rudolf-Modrzejewski-Brücke) schwer beschädigt, sie wurde 1952–1956 neugebaut.
Seit dem 31. Mai 1984 ist die Strecke von Bydgoszcz Wschód bis Bydgoszcz Fordon elektrifiziert. Am 1. Oktober 1999 wurde der Personenverkehr zwischen Brodnica und Chełmża eingestellt, am 3. April 2000 wurde auch der von Chełmża nach Bydgoszcz Fordon und danach auch der zwischen Bydgoszcz Fordon und Bydgoszcz Wschód eingestellt. Seit dem 13. Dezember 2008 verkehren wieder Personenzüge zwischen Chełmża und Bydgoszcz, während der östliche Abschnitt zwischen Brodnica und Kowalewo Pomorskie stillgelegt ist und der Abschnitt von Kowalewo Pomorskie und Chełmża zwar noch auf der Streckenliste von PKP Polskie Linie Kolejowe aufgeführt wird, allerdings als unbefahrbar.